# Cubatabaco
Cubatabaco, eigentlich: Empresa Cubana del Tabaco, ist ein kubanisches Staatsunternehmen mit dem Monopol auf alle Zigarren des Landes. Das Unternehmen wurde 1962 gegründet, nachdem Fidel Castros sozialistische Regierung die komplette kubanische Tabak-Industrie verstaatlicht hatte. Cubatabaco ist für alle Produktionsschritte nach dem Tabakanbau bis zur Verpackung und Auslieferung der Zigarren zuständig. Dabei werden die Rohtabake von den Tabakbauern zu staatlich festgesetzten Preisen aufgekauft und anschließend in die zentralen Rohtabaklager der Cubatabaco bzw. deren Zigarrenfabriken zur weiteren Fermentation und Verarbeitung verbracht. Außerdem kontrolliert Cubatabaco den Zigarrenvertrieb auf Kuba.

## Habanos S.A.

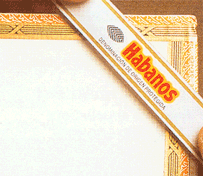
Logo von Habanos S.A. auf kubanischen Zigarrenkisten

1994 wurde das Tochterunternehmen Habanos S.A. gegründet, welches weltweit exklusiv für den Vertrieb und die Vermarktung zuständig ist. Die einzigen Länder, in denen Habanos S.A. keine Zigarren verkauft, sind aufgrund des Handelsembargos von 1962 die Vereinigten Staaten sowie Kuba.
Im Jahre 2000 wurden 50 % von Habanos S.A. durch den spanisch-französischen Tabakkonzern Altadis übernommen. Altadis war zuvor für den Vertrieb kubanischer Zigarren in Spanien und Frankreich zuständig, zusammen mit Coprova. Über diesen Weg konnte Altadis erstmals direkten Einfluss auf das Produktportfolio von Habanos S.A. und Cubatabaco nehmen, nachdem die kubanischen Firmen in der Vergangenheit schon mehrfach auf Kredite von Altadis angewiesen waren. 
Die Übernahme und der Einfluss von Altadis führten zu massiven Produktstreichungen in den Jahren 2001/2002 und 2006/2007, wodurch viele Formate oder ganze Marken wie Gispert oder Troya eingestellt wurden. Außerdem wurde im Marketing der Fokus auf die Positionierung der kubanischen Zigarre als Luxusprodukt gelegt. Dies führte zu zahlreichen Neuvorstellungen im hochpreisigen Segment wie den auf ein Jahr oder auf bestimmte Märkte limitierten Serien (Ediciones Limitadas und Ediciones Regionales).
Im Februar 2008 wurde Altadis und damit auch die Anteile von Habanos S.A. durch Imperial Tobacco für 16,2 Mrd. Euro erworben.

## Kubanische Zigarrenmarken (Auswahl)
- Belinda
- Bolivar
- Cabañas
- Cohiba
- Cuaba
- Davidoff (vor 1989)
- Dunhill
- Diplomaticos
- El Rey del Mundo
- Fonseca
- Gispert
- Guantanamera
- Hoyo de Monterrey
- José L. Piedra
- Juan Lopez
- La Flor de Cano
- La Gloria Cubana
- Montecristo
- Partagás
- Por Larranaga
- Punch
- Quintero
- Rafael Gonzalez
- Ramón Allones
- Romeo y Julieta
- San Cristobal
- Saint Luis Rey
- Sancho Panza
- Trinidad
- Troya
- H. Upmann
- Vegas Robaina
- Vegueros